# Aphis cynoglossi
Aphis cynoglossi är en insektsart. Aphis cynoglossi ingår i släktet Aphis och familjen långrörsbladlöss. Inga underarter finns listade i Catalogue of Life.